# Johan Jenny Ehrenberg
Johan Jenny Ehrenberg, tidigare Johan Mikael, född 14 juli 1957 i Linköping, Östergötlands län, är en svensk journalist, publicist, företagare, debattör och författare. Ehrenberg är vd för produktionsbolaget ETC Utveckling som bland annat ger ut tidningen ETC.

## Biografi
Johan Ehrenberg föddes i Linköping. Hen växte upp i Hässleholm och Hästveda i Skåne men flyttade redan som sextonåring hemifrån, till Stockholm där hen tillsammans med ett par vänner startade tidningen Partisano i december 1976, vilken sedermera kom att kallas för ETC. Tidningen fick under 1980-talets första hälft goda recensioner för sin fräcka grafiska form, grävande journalistik och personligt hållna artiklar. Efter ett kort uppehåll började den utkomma igen 1990 och finns sedan 1996 även som en nätupplaga. Ehrenberg fick mycket stor uppmärksamhet i medierna 1983, då det framkom att han under ett halvår levt helt som kvinna under namnet Jenny Ehrenberg. Hen debuterade som skönlitterär författare 1986 med Bara lite kärlek. Följande år kom romanen Löjliga familjen. Som skönlitterär författare har Ehrenberg skrivit fantasyromanen Aileme – befrielsens tid (2005).
Det är dock som samhällsdebattör och journalist som Johan Ehrenberg gjort sig mest känd. I böckerna Pengar, makten och alla vi andra (1994), Mera pengar (1996), Globaliseringsmyten (1998) och Socialismen, min vän (2000) beskriver hen en nedmonterad socialstat där människor blir matade med lögner om statsskulden, EU, globalisering med mera. Hens tyngdpunkt ligger på ekonomi; hen och Sten Ljunggren skriver regelbundet om ekonomi ur ett radikalt perspektiv i ETC. De propagerar också för att Sverige ska införa euron som valuta.[källa behövs]
Ehrenberg är socialist enligt intervju i DN Kultur och Nöje.
År 2010 diagnostiserades Ehrenberg med kronisk lymfatisk leukemi.
Ehrenberg kom ut som transperson år 2023 och hade då bytt namn till Johan Jenny Ehrenberg. Ehrenberg beskrev sig då som tillhörande ett tredje kön.
Hen är gift och har två barn.

## Reportaget ”Könsbytet” 1983
Ehrenberg gjorde år 1983 ett uppmärksammat reportage i tidningen ETC om sitt eget sökande efter könsidentitet. Hen lever en längre tid som kvinna och berättar om sina erfarenheter sedan lång tid tillbaka, och sina möten med transsexuella, transvestiter och homosexuella personer i Stockholm, USA, Paris och Köpenhamn. Hen besöker såväl öppna som slutna sällskap för gränsöverskridande sexualitet och blir utsatt för fördomar och våld. Reportaget väckte stor uppmärksamhet i kvällspress och Ehrenberg intervjuades även i Sveriges Television. I en uppföljande text med titeln ”Vad hände sen?” till återutgivningen av reportaget i bokform 2007 beskriver hen motivationen på detta vis:
| ” | Jag ville berätta om möjligheten att byta kön och vad det avslöjar om oss som män och kvinnor. Om våra fängelser och falska roller. Om hur vi gör oss mindre än vi är genom könen. Och jag ville berätta om mina vänner som bytt kön och stödja deras rätt till sina val. (...) Men jag ville också hitta en väg ut ur fängelset själv. Privat. Nej, jag ville inte bli kvinna, hela könsbytesreportaget handlar ju om det fruktansvärda i att tvingas välja ett fängelse för ett annat. Jag ville hitta ett sätt att vara utanför könen. | „ |

I reportaget beskriver hen transsexualismen som en vandring i ett ingenmansland i ett krig mellan män och kvinnor. Hen skriver även att hen upplever transsexualitet och transvestism som utslag av samma könsöverskridande drift. I ett år efter reportaget försökte hen leva könsneutralt som J Ehrenberg.
Ehrenberg beskrev i boken Könsbytet från 2005 att hen ångrade reportaget, inte för egen del, utan för de negativa verkningar det fick för hens föräldrar. Hen avstod därefter från att diskutera eller kommentera reportaget i 22 år. Återutgivningen skedde först efter föräldrarnas bortgång.
Reportaget följdes även upp av reportaget och beskedet ”Könsbytet: The True Story: Jag heter Johan Jenny Ehrenberg” i Dagens ETC den 30 november 2023.

## Engagemang i klimatkrisen
Ehrenberg har sedan 1990-talet varit aktiv i klimatdebatten och har startat flera företag. Bland annat är hen VD för Egen El, ett företag som hjälper konsumenter att själva producera sin el. Hen är en ivrig förespråkare för alternativa energikällor. 
Ehrenberg har ett elbolag, ETC El, som har röstats fram till bästa elbolag av Greenpeace. Hen har också ett varuhus med ”klimatsmarta” produkter. Ehrenberg förlag, ETC förlag, har även en inredningstidning med ekofokus, Kloka Hem. 
Ehrenberg hyr en kulle av Katrineholms kommun där hen låtit sätta upp vertikala vindkraftverk och solceller som hyrs ut. Genom att hyra dem kan företag och privatpersoner tillverka egen miljövänlig el. Genom att sälja elen de producerar kan folk även tjäna pengar. ”Allting som snurrar kan också göra el”, påstod Ehrenberg i TV4:s nyheter där hen också påpekade att Sverige ligger långt efter Tyskland och Nederländerna i utvecklingen. Ehrenberg anser att bilindustrin tjänar pengar på att inte utveckla elbilar, en utveckling hen själv tycker borde stimuleras. Enligt Ehrenberg fungerar solceller bättre än vindkraft, trots att vindkraften är mest populär hos allmänheten.
I augusti 2010 fick Gersnäs förskola i Katrineholm all sin energi från Ehrenbergs vindkraftverk.
Hen har vunnit priser för sitt miljöengagemang, bland annat Katrineholms miljöpris 2008 och Årets Klimatrådgivare 2009.

## Kontroverser
2005 försattes Ehrenbergs bolag ETC Produktion och Nuevo AB i konkurs. I samband med konkursen rapporterade tidningen Resumé att över 100 leverantörer sammanlagt hade mist 9 miljoner i bolagets konkurs. Bolaget hade också vid tillfället 1 705 995 kronor i löneskulder.

## Priser och utmärkelser
- 1996 – Axel Liffner-stipendiet